# 妹尾河童
妹尾 河童（せのお かっぱ、本名同じ、旧名：妹尾 肇（せのお はじめ）、1930年（昭和5年）6月23日 - ）は、兵庫県神戸市生まれのグラフィックデザイナー・舞台美術家・エッセイスト・小説家。
自著『河童が覗いた』シリーズでの緻密な手書きイラストレーションでも知られている。妻はエッセイストの風間茂子。

## 人物・来歴
神戸で洋服屋の長男として生まれる。
小学生の時、芥川龍之介の『三つの宝』を裕福な友人から借りたくて、その友人が冗談で出した「空中2回転が出来たら貸す」という条件を鵜呑みにして失敗、肩から落下し骨折した経験がある。本自体は友人が父親に内緒で貸し出した。近所に可愛がってくれる青年が数人いたが彼は出征、非合法活動による逮捕、召集拒否からの自殺によって居なくなる。山や海で遊ぶことが好きで色々な工夫をしながら危ない遊びも多くやっていた。
1943年（昭和18年）、小磯良平に憧れ兵庫県立第二神戸中学校（現：兵庫県立兵庫高等学校）に進む。同級には神戸商科大学名誉教授正亀慶介などがいる。在学中は小磯に師事してデッサンを学んだ。昭和20年3月家を空襲で失い、焼けた校舎を改造した戦災者住宅に住むことになったが、教室を等分してすのこで区切るという簡易部屋であったため一時期荒れる（仕切りであるすのこは、間を障子紙で塞いだ粗末なもので隣の子供が一日中妹尾家を穴を開けて覗き見していたため精神的にイラついたという）。人間不信から自殺まで考えるようになり、「ボクこのままやったらなんか気がおかしくなってしまいそうや」と父に言って家出。そんな息子に父は暖かい言葉をかけて見送ったという。この家出の最中の棲家は旧校舎の使われていない美術室であった。これらの少年時代は自身が書いた少年Ｈに描かれている。
神戸二中を卒業後、絵画を目指し進学したかったが、戦後の混乱の中では、かつてのように父は洋服屋を営むこともできず、経済的に困窮していたので進学は諦め、看板屋の小僧となった。仕事は過酷だったが、画家たちが集まって作った工房だったので、仕事場は楽しく、彼はその時期に活字体の文字を書くレタリング技術を独学で身につけた。

### 舞台美術家
2年後に、文字と絵が書けることを見込まれ、朝日会館・宣伝部のデザイナーになる。当時彼が描いたポスターに目をとめたオペラ歌手の藤原義江が彼に「東京に出てこい」と勧めたので、1952年（昭和27年）上京。藤原宅の居候になる。その2年半後、独学で舞台美術家としてオペラ『トスカ』で突然デビュー。後に藤原は「僕は若い舞台美術家を誕生させたかったんだよ」と述べているが、藤原にその意図はなかっただろうと妹尾自身が否定している。「トスカ」の公演直前、藤原はある舞台美術家に本来支払うべき報酬をずっと払っていなかったため、「今までの分を支払わなければ、今度の舞台美術の設計書は渡せません」と抗議された。藤原は売り言葉に買い言葉で「ああ、じゃあいいよ」と答え、上演予定日が迫る中で舞台美術が確保できなくなってしまった。藤原は当時グラフィックデザイナーとして仕事をしていた妹尾の存在を思い出し、必死で口説いた。結果として上演は成功し、当時辛口批評で有名だった評論家・山根銀二も絶賛したので妹尾自身も気をよくし、妹尾はその後も藤原から舞台美術を半ば無理やりやらされ、気がついたら生業となっていたのだという。
若い頃は女遊びが激しかったといい、そのことを自身ビョウキと表現している。

### フジテレビ時代
1958年（昭和33年）、フジテレビ開局と同時に入社する。当時は、まだフジテレビという社名ではなく「中央テレビ」という仮称で、まだ建物もなく、河田町の一角を整地するブルトーザーが砂埃を上げて動き回っていた。集められた美術デザイナーの面々はそれぞれ一癖も二癖もあったが、建築現場の横の「三和寮」と呼ばれた木造2階建て家屋の一室で、開局に向け知恵を絞った。
開局時は、たった6人のデザイナーで、すべての番組をつくっていたが、特に河童は音楽番組、ショウ番組、ドラマなど幅広く受け持っていた。彼の代表作といわれる『ミュージックフェア』もユニット・セット方式を駆使したデザインであった。その光と影を作り出すユニークなテレビ美術が評価され、1968年（昭和43年）ギャラクシー賞、1973年に伊藤熹朔賞等を受賞した。一方で「河童の美術は、自分の世界を造形しているかもしれないが、視聴率とは縁遠い」との社内批判もあった。河童はそれに対して「番組が求めているセットを作っているのであって、番組が違えばミュージックフェアと同じ表現はしない」と応えていた。事実『夜のヒットスタジオ』の美術を担当したとき、まったく別の表現を打ち出している。スタジオ生放送で、まるでマジックのような舞台変換を毎回見せることが話題を呼び、ついに36.7%という信じられない視聴率を稼ぎ出した。『ザ・ベストテン』の美術デザイナー・三原康博は、河童の照明デザインに大きな影響を受けたと述べている。
それらの美術を生み出す一方で、「女子25歳定年制」があった社員就業規則は、憲法違反であると抗議するための労働組合結成に力を尽くし、2代目の副委員長にもなっている。会社を相手どって裁判に持ち込むなどの抗議をしたので、当時財界の右翼の旗手といわれた社長の鹿内信隆が「なに、河童がか」と激怒したそうだ。では、彼は鹿内に嫌われた存在だったかというと、まったくそうではなかった。鹿内はミュージックフェアのファンで、フジテレビを訪れてお客が来ると、しばしばセットが飾られたスタジオを自ら案内し、箱根 彫刻の森美術館についての助言を河童に求めていた。また1971年（昭和46年）、文化庁から河童が1年間の海外の劇場を視察研修するために派遣されることがきまったとき、社員待遇のまま快く1年間の旅に送り出してくれている。
村上七郎編成局長（のち関西テレビ社長）時代、河童に「美術部長になってくれ」という話があったが、彼は「入社のときの約束と違います」と断った。社外で中山千夏、矢崎泰久らと組んで「革新自由連合」を結成し、政治運動をしたり、「河童が覗いた」シリーズ「ヨーロッパ」「ニッポン」「インド」など次々と出版、1977年（昭和52年）の銃刀法改正に伴う規制強化の際には、モデルガン愛好家協会の会長として戦い抜くなど、実にのびのびとやり、フジテレビは、彼を自由にさせ、その才能を活かさせた。1980年（昭和55年）退社し、フリーとなる。

## 名前と改名に関して
『少年H』の由来ともなっている子供のころのあだ名は、母がセーターに大きく名前（肇）のイニシャルである「H」と編みこみ、これを見た同級生から「H」と呼ばれたことによる。母はさらにHの下に「SENOH」と編んだので街中で見知らぬ人に「君は妹尾くんって言うんやね」と話しかけられ「何故僕の名前がわかるんやろ」と本人は不思議に思っていた。
『河童が覗いた仕事場』の立花隆のインタビューで大阪、朝日会館でのグラフィックデザイナー時代、近くのバーで出た菊の花の漬物を見て「他の花も喰えるんじゃないか」と店に生けてあった花を片っ端から食べたところ、しばらくすると急に腹が痛くなり七転八倒店の中を転げまわった。それを見ていた『航空朝日』編集長斉藤寅朗が「おまえは河童みたいな奴だな」と言ったことが始まりと述べ、『河童の手のうち幕の内』ではあだ名が異常に浸透してしまい、藤原歌劇団の舞台美術を手がけた際も本名を思い出してもらえず、プログラムに「妹尾河童」と書かれてしまったと事の経緯を書いている。
勤務先のフジテレビで来客が受付に「妹尾肇を呼んで欲しい」と伝えても「当社にはそのような人物はおりません」といって業務に差し障りが生じたり、また「妹尾肇」宛の郵便物が近所に住む「松尾肇」という人物に届いたりと度々仕事のみならず生活においても支障が生じた。さらに文化庁の事業により海外に派遣されることになったが海外において舞台美術の名義がすべて「妹尾河童」で紹介されており、文化庁交付書類上の「妹尾肇」という人物と同一人物であることをいちいち説明するのは大変ということで「妹尾河童」という名前でのパスポート取得のために改名を決意する。
しかし家庭裁判所は、「本来改名というのは珍奇な名前で苦しんでいる人を救済するためにあり、あなたのような普通の名前から珍妙な名前は前例がなく、到底認められない」と一度門前払い。食い下がる妹尾に対し「では上申書を提出しなさい」とうながし提出させる。上申書を受け取った裁判官は読みながら時々うなづいたり笑ったりし「よく書けていました」といい改名を認めた。普通の上申書の書き方と異なっていたようである。上申書の全文及び改名騒動の顛末は『河童の手のうち幕の内』、河童の由来は『河童が覗いた仕事場』で読むことができる。

## 家族
両親はともに広島県福山市出身で親戚。家も隣りの幼馴染であったという。父は洋服店を営んでいた。彼が修繕を行った服の中には杉原千畝のビザを受け取って来日したユダヤ人のものも含まれるという。
最初の妻は病で亡くし、1961年（昭和36年）、風間茂子と再婚した。風間は妹尾を最初写真で知り、個人写真で他の人は全員正面から撮っていたのに妹尾だけ見返り美人風に撮っていたので変わったキザな奴だと思ったとのこと。風間との結婚は契約結婚であり毎年結婚記念日に「また一年結婚生活を行うかどうか」の意思表示を行い同意した場合再度一年更新するとの取り決めを二人で交わし現在まで更新中。上記の理由から妹尾家の表札は「妹尾」と「風間」で別となっているので時々「離婚したんですか?」「家庭内別居なさったんですか」と尋ねられることがあるという。茂子のいとこに林光がおり（父親同士が兄弟）、林を通じて木々高太郎とは縁戚関係（林の母方伯父）。
最初の妻との間の子供に「狸（まみ。狸穴(まみあな)から）」と名づけようとしたという。結局読みは同じで別の漢字をあてた。風間との間には男児をもうける。「河太郎」という名前を候補に考えていたが、知り合い数十人による投票で「太郎」に決定。この妹尾太郎は後に画家となり立花隆のネコビルの猫や妹尾の『少年H』の表紙を描いている。

## 宗教
少年時代は、クリスチャン（プロテスタント）であった両親(特に母親)の影響もあって教会に通っていたが、本人は小学校時代より信仰に馴染めなくなっており、教会で戦勝祈願をしている女性信者を見て、中学校入学後に教会に通わなくなった。以後は現在に至るまで無宗教である。

## 映像化・個展
自身の少年時代を描いた著書『少年H』は上下巻を合わせて300万部以上の大ベストセラーになり、1997年（平成9年）毎日出版文化賞・特別賞受賞、1998に年都民文化栄誉章を受章した。1999年および2001年には、フジテレビで2時間スペシャルドラマ化され、2013年にはテレビ朝日開局55周年記念作品として映画化されている。
1991年2月21日から3月5日まで新宿コニカプラザで開催された「河童の覗いたトイレまんだら展」では、海外の古典的なトイレに腰掛けて用を足している自身の蝋人形が製作された。

## 主なテレビ出演
- 『笑っていいとも!』（フジテレビ）「テレフォンショッキング」ゲスト出演（1987年8月20日、1991年2月14日）

## 著書
- 『河童が覗いたヨーロッパ』
- 『河童が覗いたインド』 (1991年)
- 『河童が覗いたニッポン』
- 『河童が覗いたトイレまんだら』
- 『河童が覗いた「仕事場」』
- 『河童が覗いた50人の仕事場』
- 『河童が覗いた仕事師12人』
- 『河童が語る舞台裏おもて』
- 『河童のタクアンかじり歩き』
- 『河童の対談おしゃべりを食べる』
- 『河童の手のうち幕の内』新潮社、1992年3月。ISBN 978-4-1035-6802-5。
  - 『河童の手のうち幕の内』新潮社〈新潮文庫〉、1995年11月。ISBN 978-4-1013-1104-3。
  - 『河童の手のうち幕の内』講談社〈講談社文庫：せ11-7〉、2006年2月15日。ISBN 4-06-275322-7。
- 『河童のスケッチブック』
- 『少年H』
  - 『少年H』 上巻、講談社、1997年1月17日。ISBN 4-06-208199-7。
  - 『少年H』 下巻、講談社、1997年1月17日。ISBN 4-06-208496-1。